# ده شیرمحمدشیرزهی
ده شیرمحمدشیرزهی، روستایی از توابع بخش مرکزی شهرستان زهک در استان سیستان و بلوچستان ایران است.

## جمعیت
این روستا در دهستان زهک قرار دارد و براساس سرشماری مرکز آمار ایران در سال ۱۳۹۵، جمعیت آن ۲۳۸ نفر (۷۲ خانوار) بوده‌است.